# Asociación para la Conservación de Playas y Olas del Perú

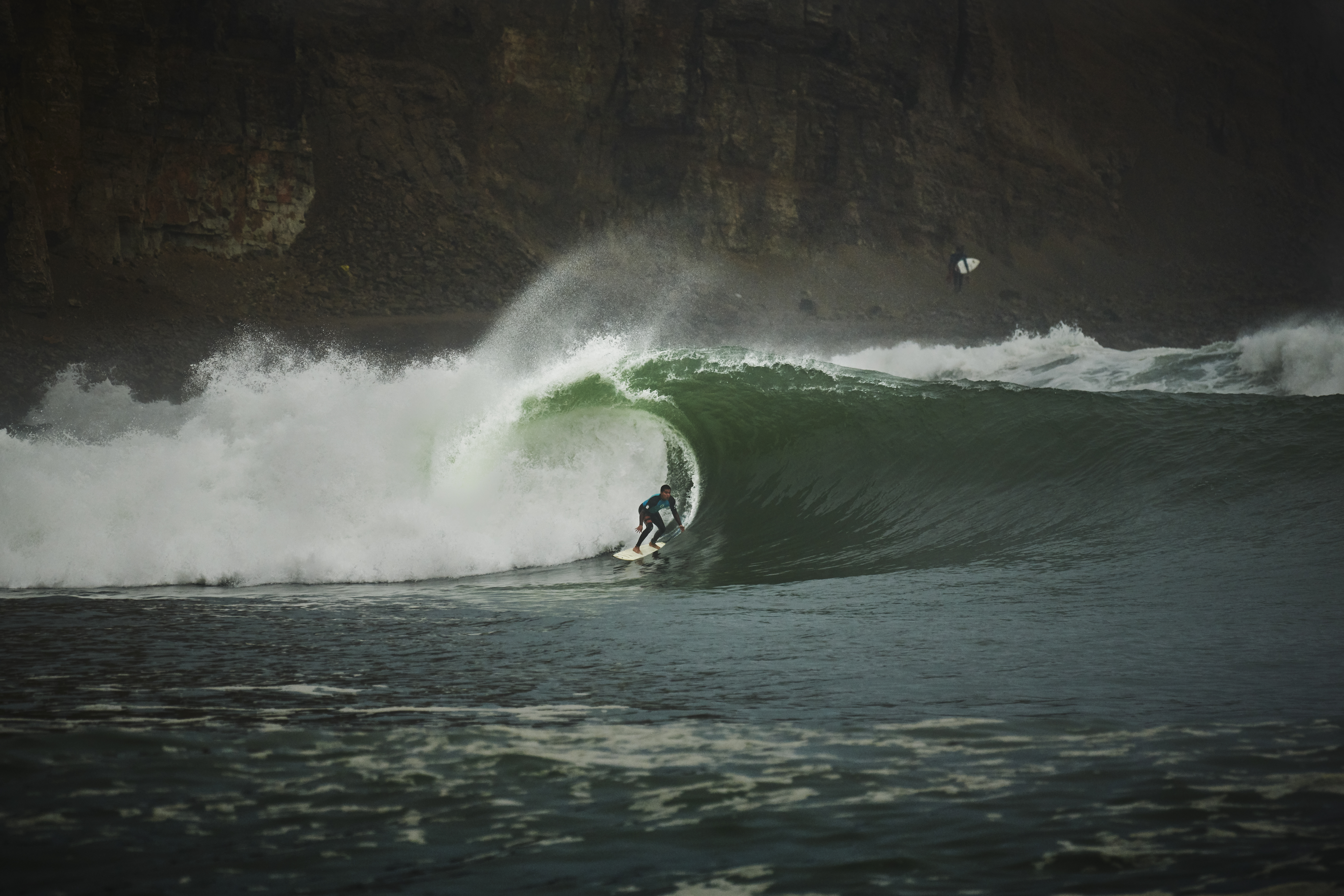
Rompiente de La Herradura en Lima, la ola fue afectada en 1983. El objetivo inicial de ACOPLO fue proteger esta rompiente.

La Asociación para la Conservación de Playas y Olas del Perú (ACOPLO) es una asociación peruana que reúne a un grupo de surfistas y promotores de la conservación ambiental. La organización se fundó en 1990 luego de una creciente preocupación a partir del daño ocurrido en la playa La Herradura en 1983. Fue la segunda asociación en el mundo dedicada a la protección de las rompientes de ola, luego de Surfrider Foundation creada en 1984.

## Historia
A inicios década de los 80 en Lima, la rompiente fue afectada por la construcción de la carretera desde la playa La Herradura hasta la playa La Chira. La construcción de la obra en 1983 ejecutadas bajo la orden del entonces alcalde Pablo Gutiérrez Weselby, sin ningún estudio técnico que lo avalase, afectó el acantilado, el fondo marino, el ancho de la playa, la rompiente y el ecosistema de la zona. Las voladuras de dinamita realizadas generaron rocas que terminaron en el lecho marino.
La asociación se fundó el 14 de junio de 1990 con el objetivo de buscar proteger la rompiente de La Herradura. En la casa del surfista Javier Huarcaya Pró en el distrito de San Borja se reunieron surfistas y conservacionistas interesados parar abrir y firmar el libro de actas de ACOPLO.
En 1992, ante el proyecto de construcción de un muelle para la pesca artesanal en Cabo Blanco en la región Piura por parte del Fondo Nacional de Desarrollo Pesquero (FONDEPES), la asociación organizó protestas. Independientemente de la falta de estudios técnicos sólidos que inclueran análisis de la batimetría local y la dinámica de olas corrientes y sedimentos, FONDEPES argumentó que un muelle construido sobre pilotes de concreto no afectaría ni sería afectado por la rompiente de ola. Ante las protestas y gestiones de ACOPLO, el muelle fue reubicado y no se construyó en la zona de la rompiente aunque la ola resultó afectada.
A partir de las gestiones de ACOPLO, con la ayuda de la Sociedad Peruana de Derecho Ambiental (SPDA) y un congresista, la Marina de Guerra del Perú propone hacer un registro de las rompientes que son las más importantes de la costa peruana. Años más tarde el impulso de idea por parte de ACOPLO derivó en la aprobación de la ley de preservación de las rompientes apropiadas para la práctica deportiva (ley n.° 27280) en el año 2000.